# صدار
الصِّدَار هو قطعة ملابس نسائية تصنع من ثوبٌ سميك بلا كُمَّين وياقة يُغطَّى به الصَّدر، يمتدّ من الخِصْر وحتَّى الكَتِف، ويُرتدى خاصَّة فوق القميص. كان الصدار شائع الاستخدام في الملابس النسائية التقليدية في أوربة بين القرنين السادس عشر والثامن عشر.

## معرض صور

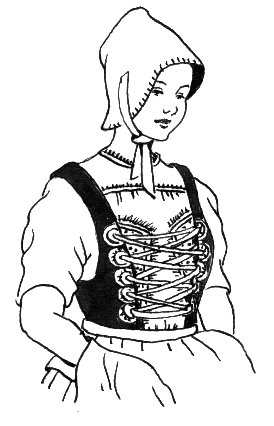
رسمة لامرأة ترتدي صدارًا

## طالع المزيد
- صدرية